# Adolf Jäger (Architekt)
Adolf Jäger (* 18. Mai 1867 in Hernals (heute zu Wien); † 27. Juli 1935 in Wien) war ein österreichischer Architekt.

## Werdegang

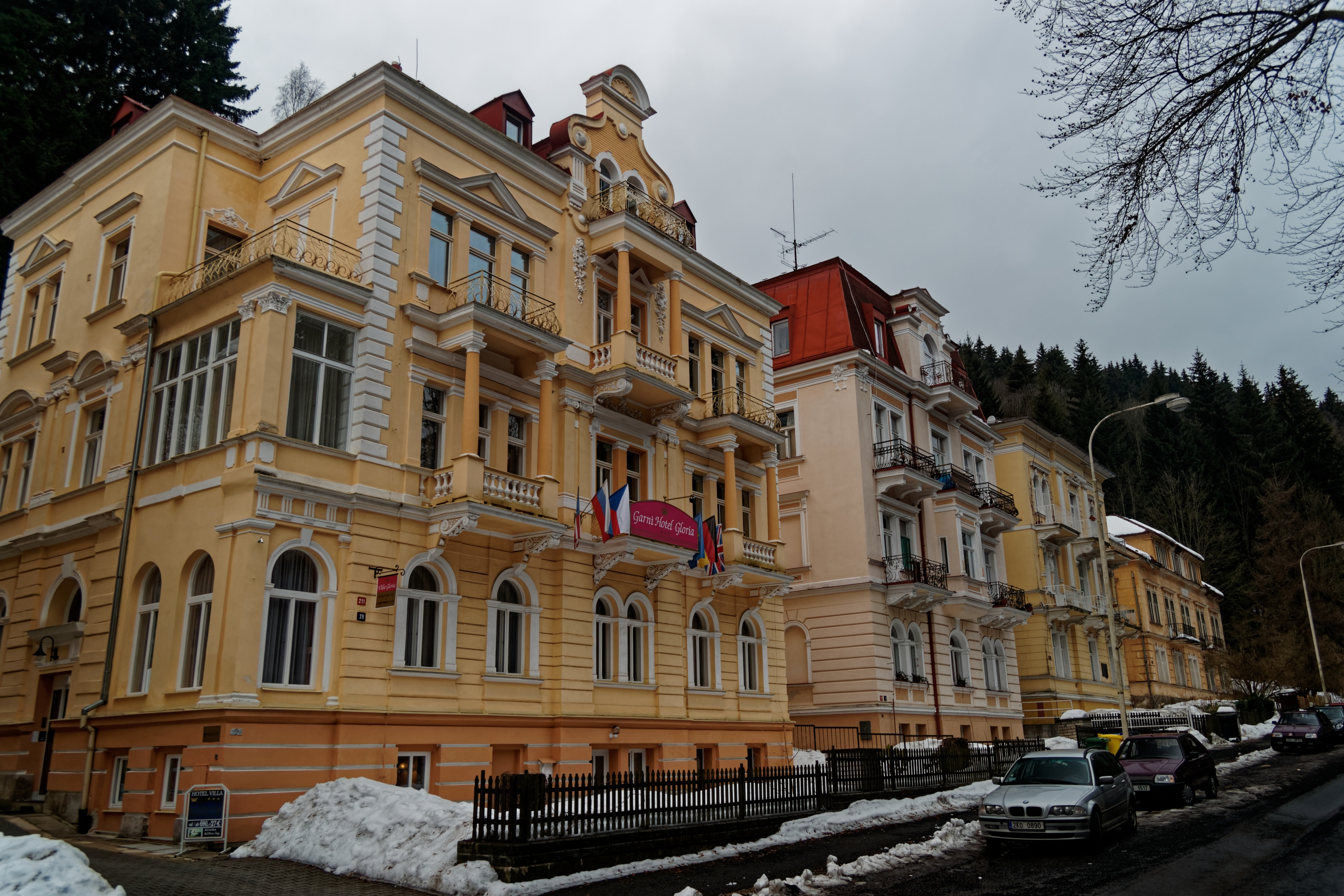
Villa Quisisana in Marianske Lazne

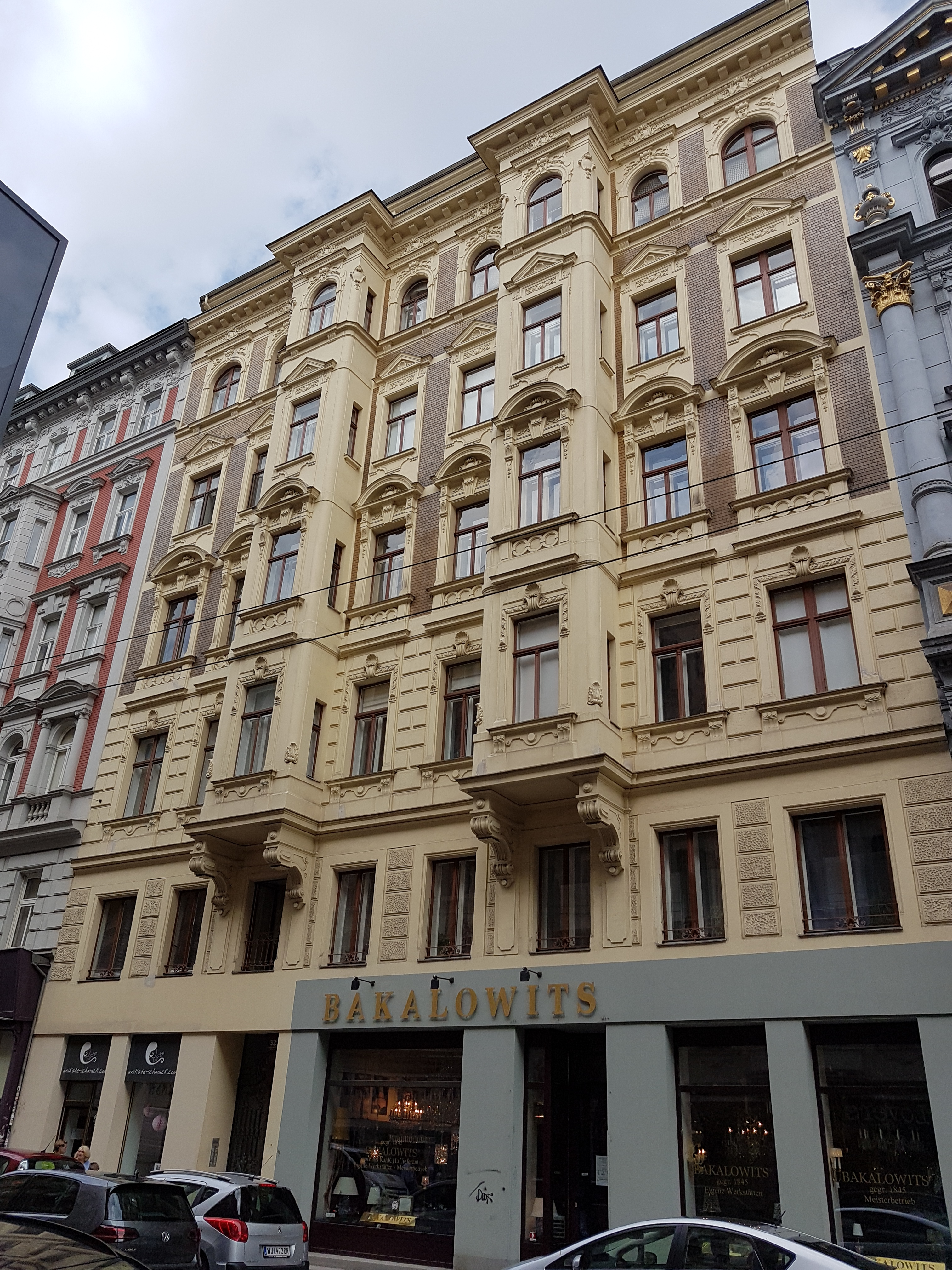
Wohn- und Geschäftshaus Gumpendorfer Straße 32

Adolf Jäger wurde 1867 als Sohn des Bauunternehmers Martin Jäger und dessen Frau Margaretha, geb. Neider, in Hernals geboren. Er besuchte die Werkmeisterschule an der Staatsgewerbeschule in Wien, die er 1888 abschloss. Nach den üblichen Praxisjahren erlangte er die Baumeisterkonzession. Zunächst war er offenbar in Marienbad tätig, wo er einige Wohnhäuser erbaute. Von 1894 bis 1901 betrieb er eine Bürogemeinschaft mit Theodor Bauer in Wien 18, Währinger Gürtel 51. Ab 1901 war er selbstständig tätig und führte Projekte anderer Architekten aus, war aber auch selbst weiterhin als Planer tätig und erhielt bis zum Ausbruch des Ersten Weltkriegs zahlreiche Aufträge. 1910 heiratete er Anna Müller (1869–1919), die Ehe blieb kinderlos.
Seine Bauten in Wien, ausschließlich Wohn- und Geschäftshäuser, zeichnen sich durch eine gediegene Ausführung und besonders traditionelle Gestaltung aus. Der formale Aufbau seiner Bauten folgt dem späthistoristischen dreizonigen Schema, typisch ist die symmetrische Gestaltung der Fassaden und der zurückhaltende Einsatz barockisierender, selten auch secessionistischer Elemente.

## Bauten
- vor 1892: Villa Quisisana (heute Villa Gloria), Marienbad, Böhmen / Marianske Lazne, CZ
- 1893–1894: Wohnhaus „Jägerhof“, Wien 9, Porzellangasse 22-22a (mit Ferd. Feldegg)[2]
- 1894: Mietshaus, Wien 5, Ramperstorffergasse 29 (mit Theodor Bauer)
- 1894: Mietshaus, Wien 5, Ramperstorffergasse 31 / Siebenbrunnengasse 25 (mit Theodor Bauer)
- 1895: Mietshaus, Wien 5, Schönbrunnerstraße 44 (mit Theodor Bauer)
- 1898: Mietshaus, 4, Schönburgstraße 34 (mit Theodor Bauer, Dekor reduziert)
- 1898: Mietshaus, Wien 5, Kohlgasse 42 (mit Theodor Bauer, Dekor reduziert)
- 1898: Als-Hof, Wien 17, Hernalser Hauptstraße 43[3]
- 1899: Wohn- und Geschäftshaus, Wien 6, Gumpendorfer Straße 32
- 1900: Haus „Zum Erzherzog Carl“, Wien 8, Kochgasse 7 / Mölkergasse 1
- 1903–1904: Mietshaus, Wien 15, Neubaugürtel 29
- 1908: Wohn- und Geschäftshaus, Wien 6, Worellstraße 4 / Loquaiplatz 11
- 1909: Mietshaus, Wien 6, Theobaldgasse 15 / Fillgradergasse 10
- 1912–1914: Mietshaus, Wien 9, Porzellangasse 14–16 (Dekor entfernt)[1]